# Rally Isla de Tenerife de 2000
El Rally Isla de Tenerife de 2000, oficialmente 26.º Rally Isla de Tenerife, fue la vigesimosexta edición y la decimotercera cita de la temporada 2000 del Campeonato de España de Rally. Se celebró del 3 al 4 de noviembre y contó con un itinerario de doce tramos que sumaban un total de 155 km cronometrados.

## Itinerario
| Día   | Tramo | Nombre                  | Distancia | Ganador         | Tiempo  | Líder         |
| ----- | ----- | ----------------------- | --------- | --------------- | ------- | ------------- |
| Día 1 | TC1   | Las Lagunetas-Los Loros | 20.10 km  | Luis Monzón     | 11:39.0 | Luis Monzón   |
| Día 1 | TC2   | Poris-Arico             | 9.10 km   | Ricardo Avero   | 5:58.0  | Luis Monzón   |
| Día 1 | TC3   | Icor                    | 9.16 km   | Ricardo Avero   | 6:14.0  | Ricardo Avero |
| Día 1 | TC4   | Las Lagunetas-Los Loros | 20.10 km  | Ricardo Avero   | 11:09.0 | Ricardo Avero |
| Día 1 | TC5   | Poris-Arico             | 9.10 km   | Ricardo Avero   | 5:56.0  | Ricardo Avero |
| Día 1 | TC6   | Icor                    | 9.16 km   | Ricardo Avero   | 6:13.0  | Ricardo Avero |
| Día 1 | TC7   | Cisnera-Granadilla      | 11.60 km  | Ricardo Avero   | 7:02.0  | Ricardo Avero |
| Día 1 | TC8   | Atogo                   | 7.00 km   | Ricardo Avero   | 4:11.0  | Ricardo Avero |
| Día 1 | TC9   | El Frontón-La Martela   | 20.61 km  | Ricardo Avero   | 13:54.0 | Ricardo Avero |
| Día 1 | TC10  | Cisnera-Granadilla      | 11.60 km  | Ricardo Avero   | 7:08.0  | Ricardo Avero |
| Día 1 | TC11  | Atogo                   | 7.00 km   | José Mari Ponce | 4:14.0  | Ricardo Avero |
| Día 1 | TC12  | El Frontón-La Martela   | 20.61 km  | Ricardo Avero   | 13:44.0 | Ricardo Avero |

## Clasificación final
| Pos. | Piloto              | Copiloto               | Automóvil                | Tiempo    | Diferencia |
| ---- | ------------------- | ---------------------- | ------------------------ | --------- | ---------- |
| 1.   | Ricardo Avero       | Nazer Ghuneim          | Citroën Xsara Kit Car    | 1:37:28.0 | 0.0        |
| 2.   | José Mari Ponce     | Carlos Larrodé         | Peugeot 306 Maxi         | 1:39:19.0 | +1:51.0    |
| 3.   | Manuel Mesa         | Domingo de Paz         | Peugeot 306 Maxi         | 1:39:57.0 | +2:29.0    |
| 4.   | José Antonio Torres | Germán Bello           | Citroën ZX Kit Car       | 1:40:55.0 | +3:27.0    |
| 5.   | José Brito Pérez    | Rubén González         | Peugeot 306 Maxi         | 1:41:20.0 | +3:52.0    |
| 6.   | Sergio Vallejo      | Diego Vallejo          | Fiat Punto Kit Car       | 1:45:20.0 | +7:52.0    |
| 7.   | Santi Concepción    | Víctor del Rosario     | Mitsubishi Lancer Evo VI | 1:47:24.0 | +9:56.0    |
| 8.   | "Cheché Brito"      | Yeray Brito            | Citroën Saxo VTS         | 1:51:29.0 | +14:01.0   |
| 9.   | Leopoldo Arteaga    | Juan José Rodríguez    | Opel Astra GSi 16V       | 1:53:59.0 | +16:31.0   |
| 10.  | Víctor Abreu        | Luis Alberto Rodríguez | SEAT Ibiza 1.8T          | 1:53:32.0 | +16:04.0   |